# Georgsbrunnen (Freiburg im Breisgau)

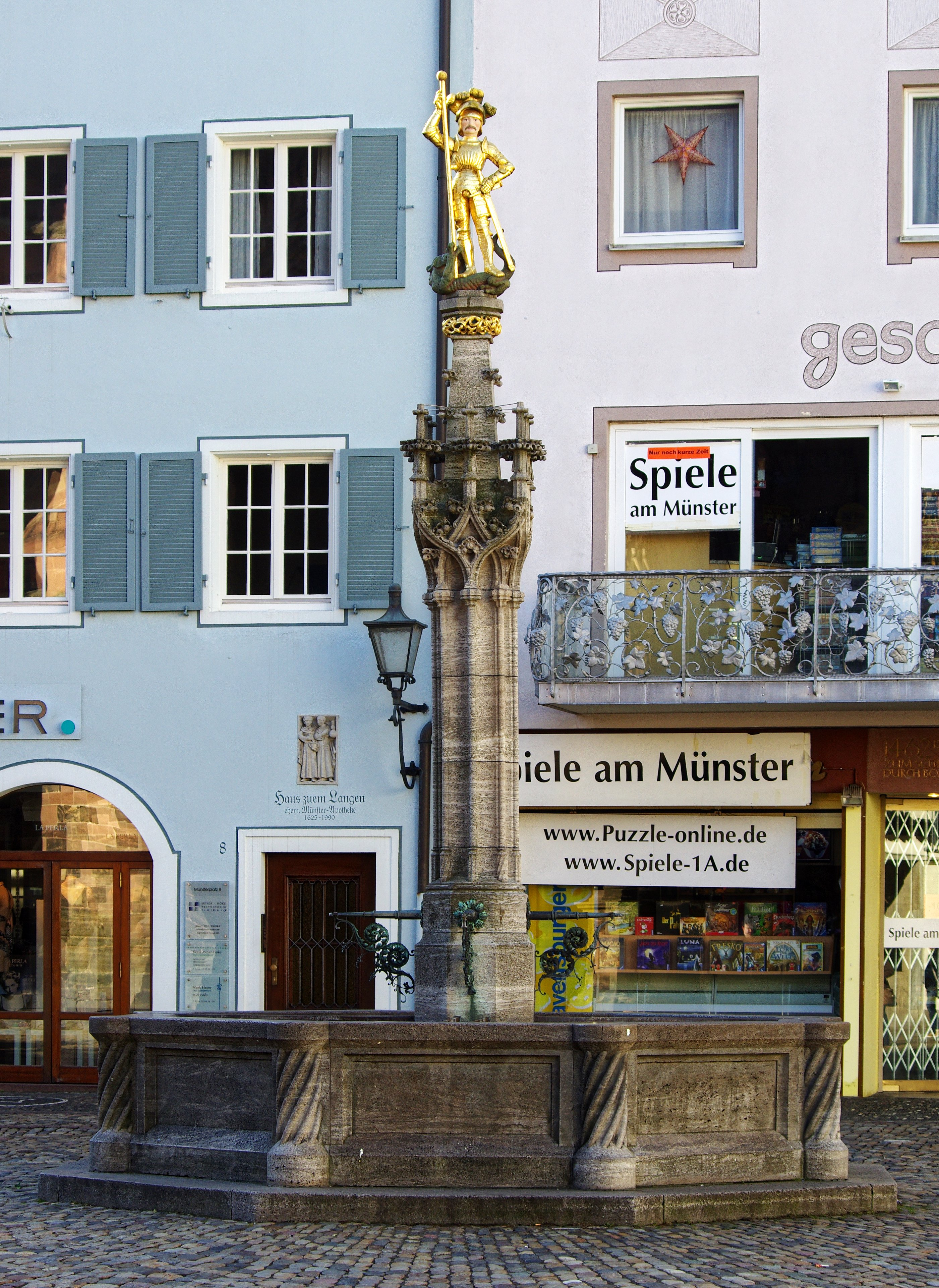
Georgsbrunnen auf dem Münsterplatz

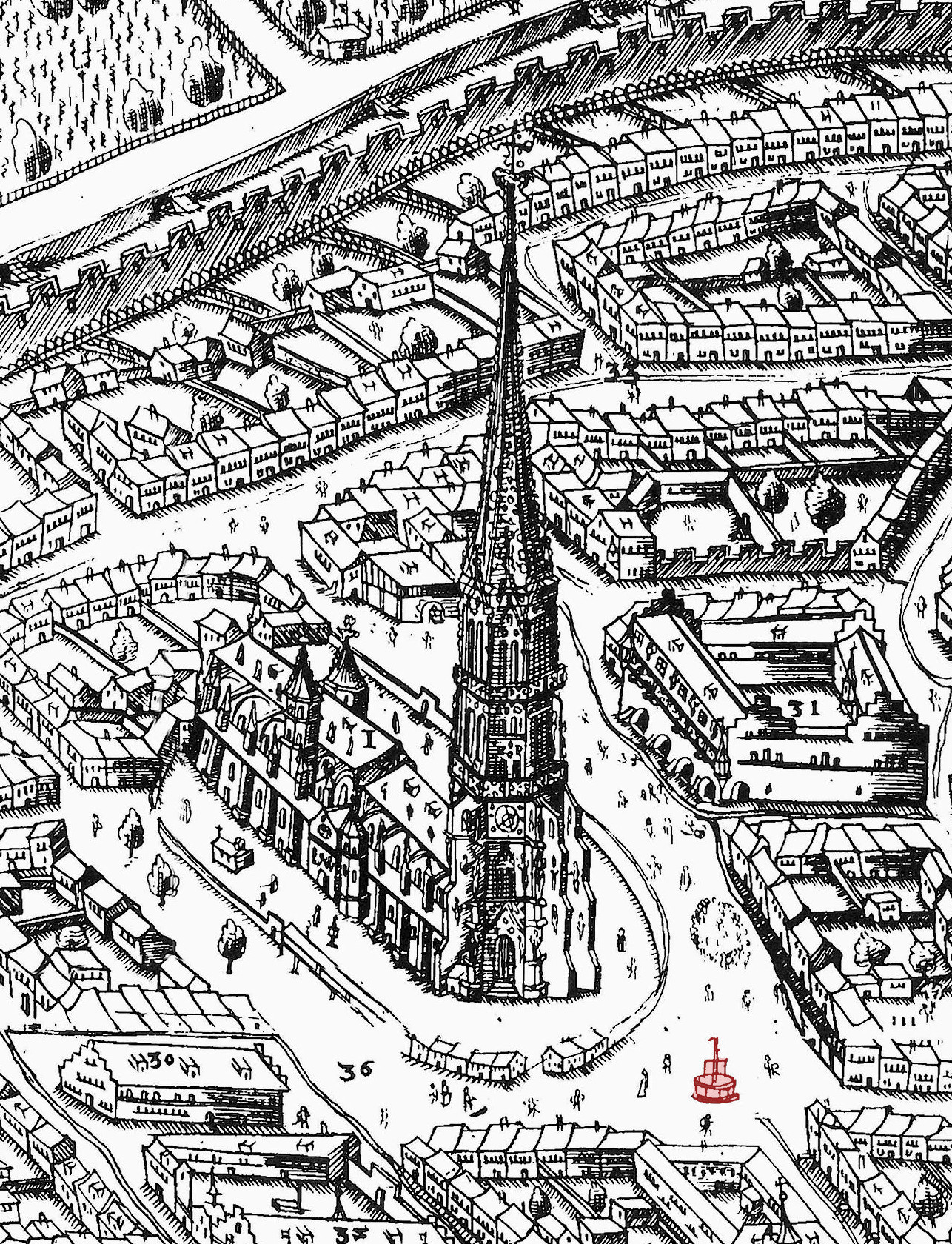
Georgsbrunnen, eingetragen in dem Großen Freiburg-Plan von Gregorius Sickinger, Freiburg 1589

Der Georgsbrunnen in der Südwestecke des Münsterplatzes in Freiburg ist eine Rekonstruktion des seit dem 14. Jahrhundert an dieser Stelle stehenden, mehrfach restaurierten mittelalterlichen Brunnens, der vermutlich seit dem späten 15. Jahrhundert die Statue des Freiburger Stadtpatrons Sankt Georg trägt.

## Geschichte

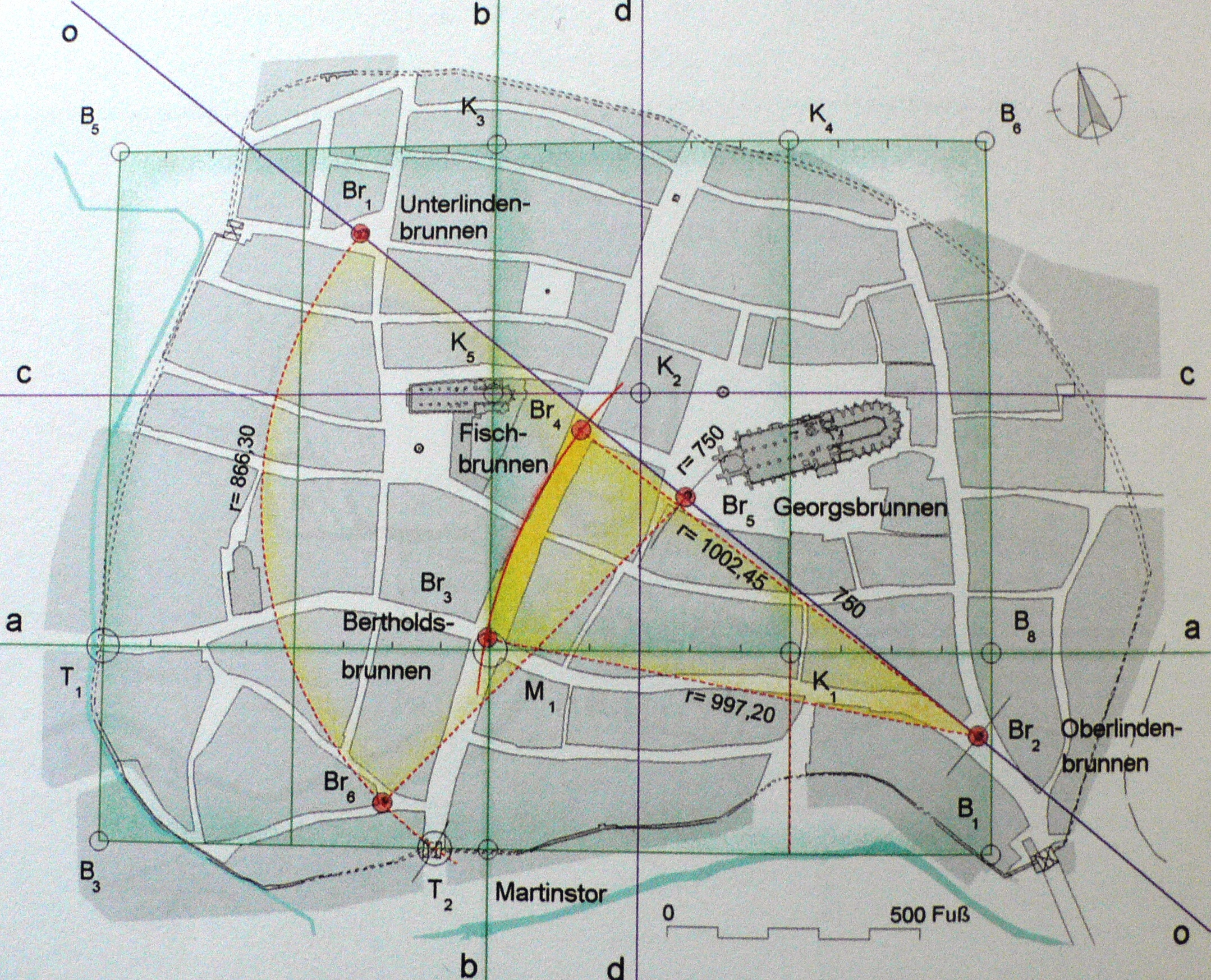
Laufbrunnen einschließlich des Georgsbrunnens im Stadtgrundriss

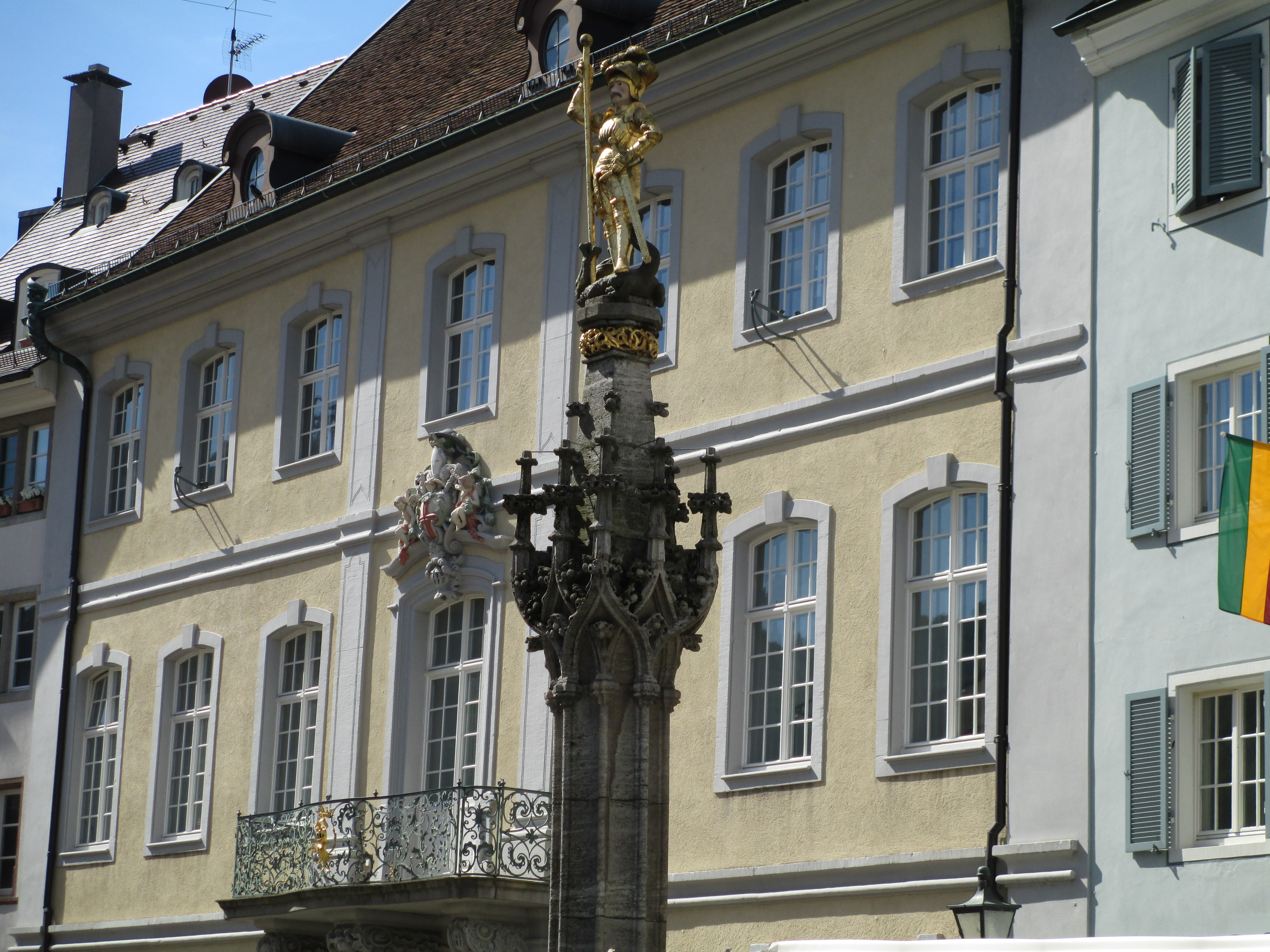
Georgsbrunnen, im Hintergrund das „Haus zum Ritter“

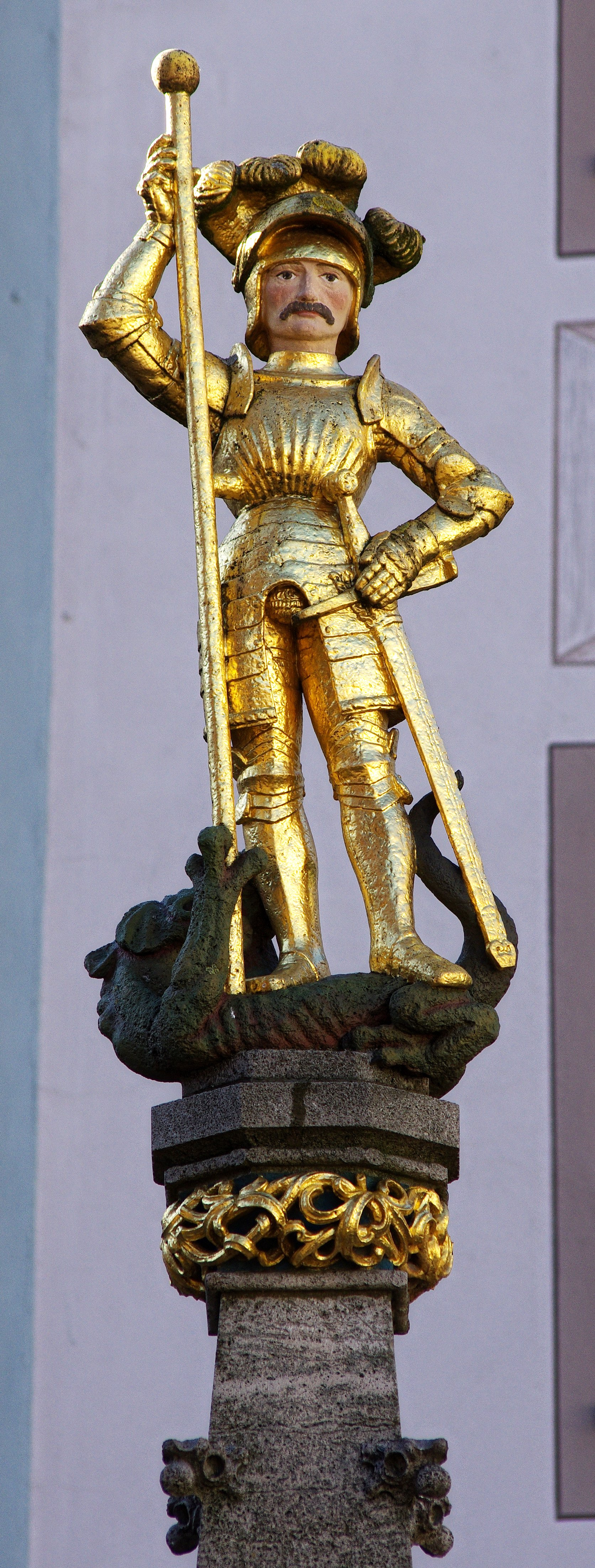
St. Georg als Ritter auf dem besiegten Drachen

Die Lage Freiburgs an der Mündung des wasserreichen Dreisamtals ermöglichte von jeher die Versorgung der Stadt mit frischem Wasser, das aus versickertem Niederschlags- und Bachwasser stammte. Das Kies- und Schwemmland fungierte dabei als natürlicher Bodenfilter, so dass es im Gegensatz zu anderen Städten nicht nötig war, Tiefbrunnen zu graben. Aus diesem Grund findet man in Freiburg den Laufbrunnen, nicht den Schachtbrunnen, als typische Brunnenbauform.
Im Gegensatz zur Nordwestseite des Münsterplatzes, dessen Fischbrunnen erst 1970 errichtet wurde, stand auf der Südseite bereits im 14. Jahrhundert ein Trinkwasserbrunnen für die Anwohner. Die Versorgung mit Trinkwasser erfolgte durch ein 1317 urkundlich erwähntes System von hölzernen Rohrleitungen (längs ausgebohrte Fichtenstämme), Deichele genannt, die von den Brunnenstuben im „Mösle“ unterhalb des Brombergs über die Schwabentorbrücke in die Stadt führten. Der Georgsbrunnen gehörte zu den schon bei der ersten Stadtplanung vorgesehenen Standorten für öffentlichen Brunnen, ebenso wie der Fischbrunnen (ursprünglich in der Stadtmitte) und die Brunnen bei Oberlinden und Unterlinden.
Anfang des 16. Jahrhunderts wurde diese erste Brunnenanlage auf dem Münsterplatz durch einen neuen Brunnen ersetzt, der bis Mitte des 19. Jahrhunderts in Betrieb war. Zu diesem Zeitpunkt häuften sich die Klagen über den Zustand der Brunnen in Freiburg; insbesondere beklagten die Bewohner schlechte Brunnenschalen, unzureichenden Wasserzufluss und verfaulende Brunnenstöcke. Diese Schäden wurden insbesondere durch das Abstellen von Gefäßen auf den Brunnenschalen beim Wasserholen, durch das Schleifen von Instrumenten und Werkzeugen oder das Waschen von Nahrungsmitteln in den Brunnen hervorgerufen, obwohl dies bei Strafe verboten war.
Auf historischen Stadtansichten ist der Georgsbrunnen häufig eingezeichnet; besonders deutlich sieht man auf dem großen Freiburgplan (55 × 105 cm) von Gregorius Sickinger (1589) westlich des Münsterturms den Georgsbrunnen mit dem Brunnentrog und zwei Leitungsrohren sowie den Brunnenstock mit der Standfigur.
Die Erneuerung des Brunnens 1845 fiel in eine Zeit, in der die meisten Freiburger Brunnen neu gestaltet wurden, da man in den Jahren 1837–1843 das Wasserversorgungssystem von hölzernen Deichelen auf gusseiserne Rohre und einen zentralen Sammelbehälter (statt vieler, unzugänglicher „Brunnenstuben“) umstellen wollte. Der Schreiner und Holzbildhauer Franz Sales Glänz (1810–1855) gestaltete einen vom Steinmetz Karl Widmann ausgeführten Brunnen, der über eine achteckige Wasserschale sowie einen verzierten, von Filialen geschmückten Brunnenstock verfügte. Diesen Brunnen nannte man zunächst „Leopoldsbrunnen“ zu Ehren von Großherzog Leopold, der zur Einweihung des Bahnhofs 1845 nach Freiburg gekommen war und dort auch den neuen, mit seinem Namen versehenen Brunnen auf dem Münsterplatz eingeweiht hatte. Der sogenannte Leopoldsbrunnen von 1845 wurde schon kurz nach seiner Errichtung als „nicht gut und seine Intentionen nicht entsprechend“ kritisiert.
Weil die Brunnenschale des Georgsbrunnens nach 60 Betriebsjahren aufgrund des im 19. Jahrhundert verwendeten, zu weichen roten Sandsteins brüchig geworden war und den Brunnenstock undicht gemacht hatte, entwarf der Freiburger Architekt Carl Anton Meckel (1875–1938) im Jahr 1935 einen neuen Brunnen als Rekonstruktion des alten Georgsbrunnens vom Anfang des 16. Jahrhunderts. Meckel konnte sich dabei der im Augustinermuseum aufbewahrten alten Teile bedienen und sich auf eine im Besitz der städtischen Sammlung befindliche Lithographie von 1826 stützen. Die noch vorhandenen Teile des Brunnenstocks wurden vervollständigt und eine neue Schale gehauen, wobei man nunmehr den dauerhaften Maintäler Muschelkalkstein verwendete – Meckel erkannte bereits damals die „ungesunden Luftverhältnisse der modernen Stadt“. Auf der Säule hinterließ Carl Anton Meckel sein Steinmetzzeichen, das er sich nach dem Vorbild mittelalterlicher Baumeister als Signatur zugelegt hatte.

## Beschreibung
Der Brunnenstock wird von vier Rippen mit dazwischen liegenden Hohlkehlen gebildet. Sie gehen in Baldachine über, die von Kreuzblumen bekränzt sind. Die Fiale in der Mitte trägt eine von dem Bildhauer Wilhelm von Kittlitz gefertigte, vergoldete Kopie des Ritters Georg. Der Brunnen verfügt seitdem über vier, mit Schmiedewerk verzierte Wasseraustritte.
Die Widmung dieses Brunnens, der zu den ältesten Freiburger Trinkwasserbrunnen gehört, an den Stadtpatron St. Georg hängt mit dem im Mittelalter aufgekommenen Brauch zusammen, dass die Bürger einer Stadt neben dem Patrozinium eines Schutzheiligen für ihre Kirche sich auch einen Stadtpatron ausgewählt haben, um ihre Stadt unter seinen besonderen Schutz zu stellen. Dieser Stadtpatron sollte nach den damaligen Vorstellungen auch die Aufgabe übernehmen, den Kampf der Kommune für eine gottgewollte Unabhängigkeit von  einem Stadtherrn oder Bischof zu unterstützen. Für  Freiburg liegt die Vermutung nahe, dass die Stadt sich nach dem im Jahr 1368 erfolgten Freikauf von der Herrschaft des Freiburger Grafen Egino III. ein eigenes Banner und ein Stadtwappen geschaffen hat, nämlich das rote Längskreuz im weißen Feld, in der Sprache der Heraldik „in Silber ein durchgehendes rotes Kreuz“, was sicher nicht zufällig mit dem in der Ikonographie überlieferten Wappen des Ritters Georg übereinstimmt. Es ist auch erwiesen, dass die 1386 bei Sempach auf Seiten des Habsburgischen Heeres gegen die Eidgenossen verlustreich kämpfende Freiburger Ritterschaft ihr städtisches Banner mit dem roten Kreuz auf weißem Feld verloren hat und dass dieses Freiburger Banner heute in der Franziskanerkirche zu Luzern aufbewahrt wird.

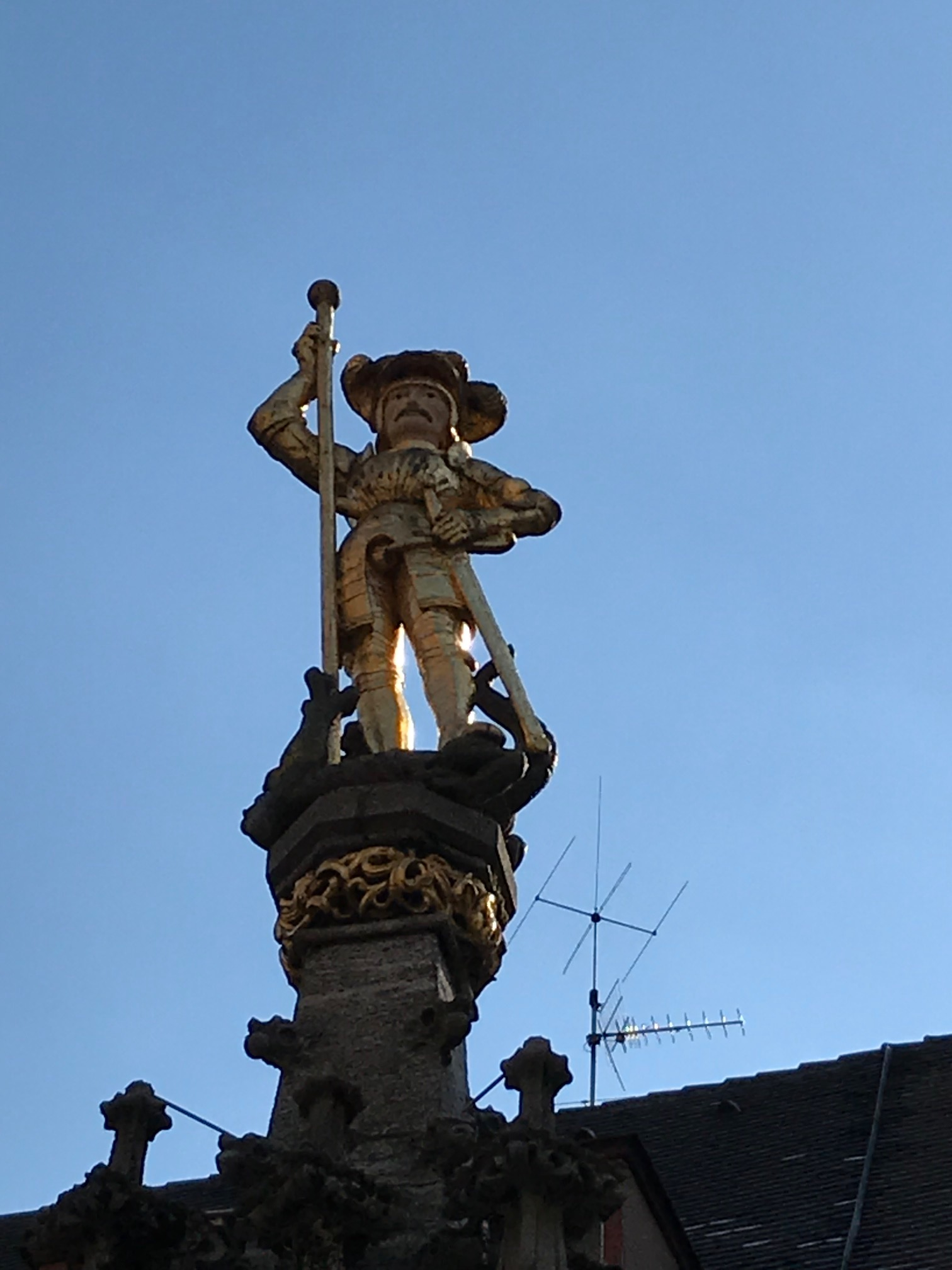
Stadtpatron Sankt Georg
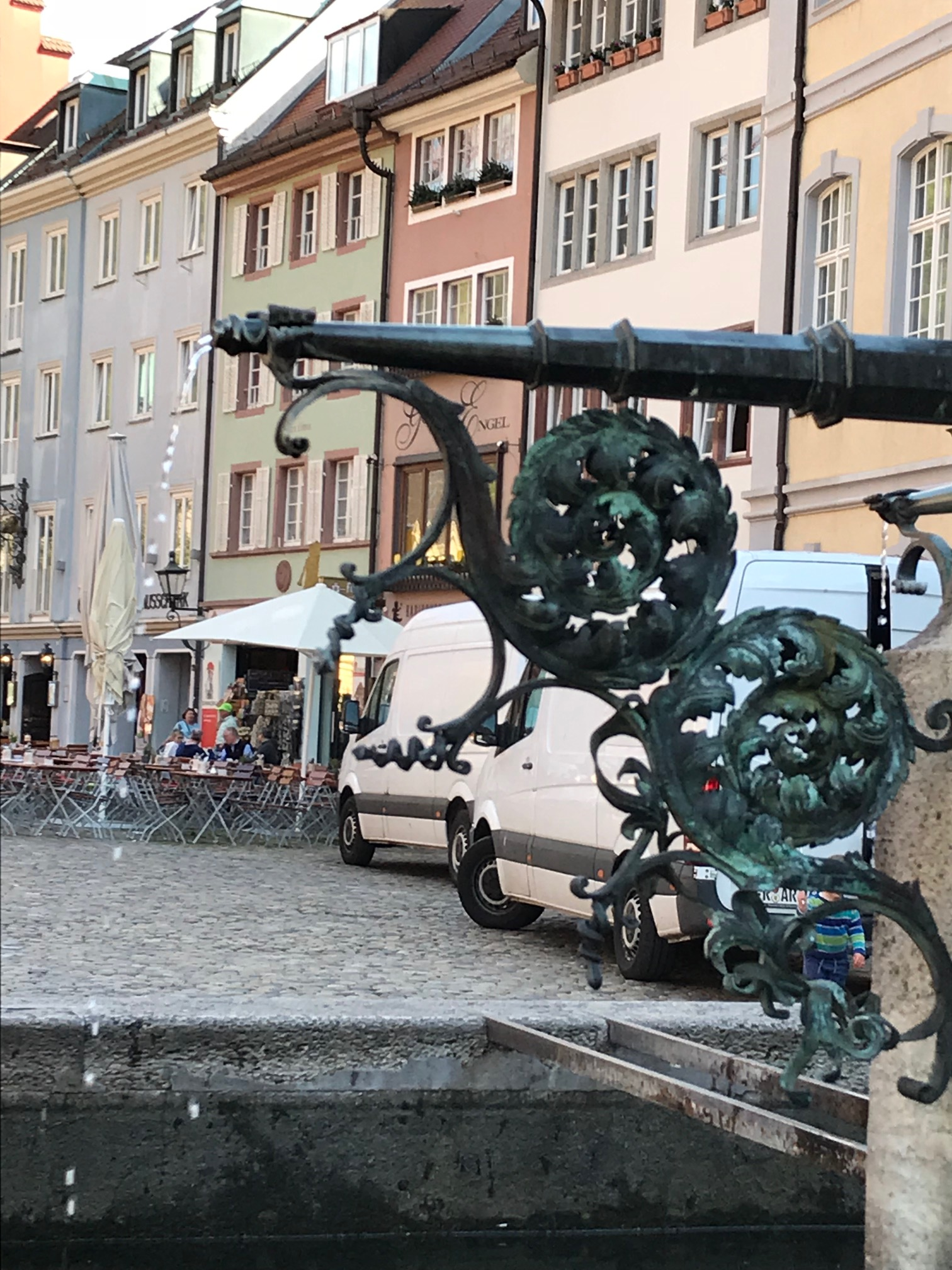
Wasseraustritt mit Schmiedeverzierung
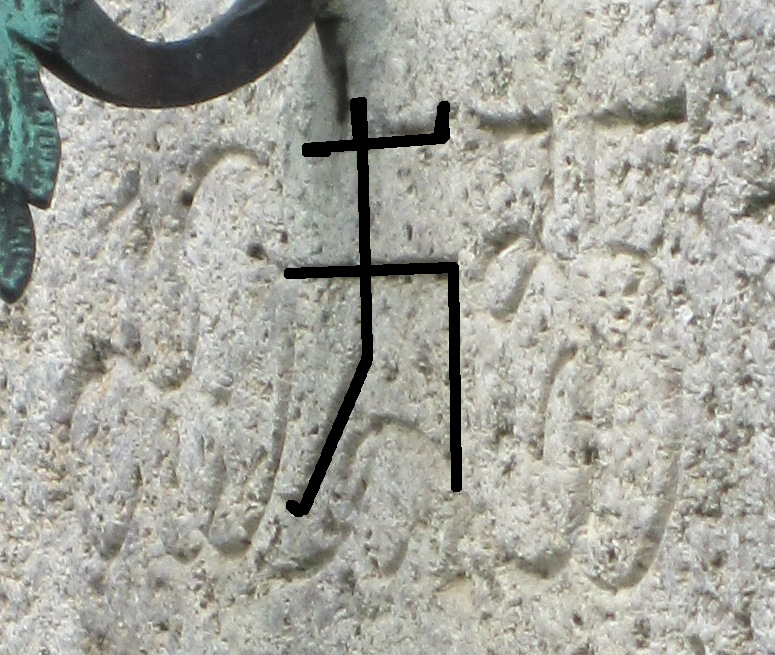
Steinmetzzeichen von C. A. Meckel auf der Brunnensäule von 1935
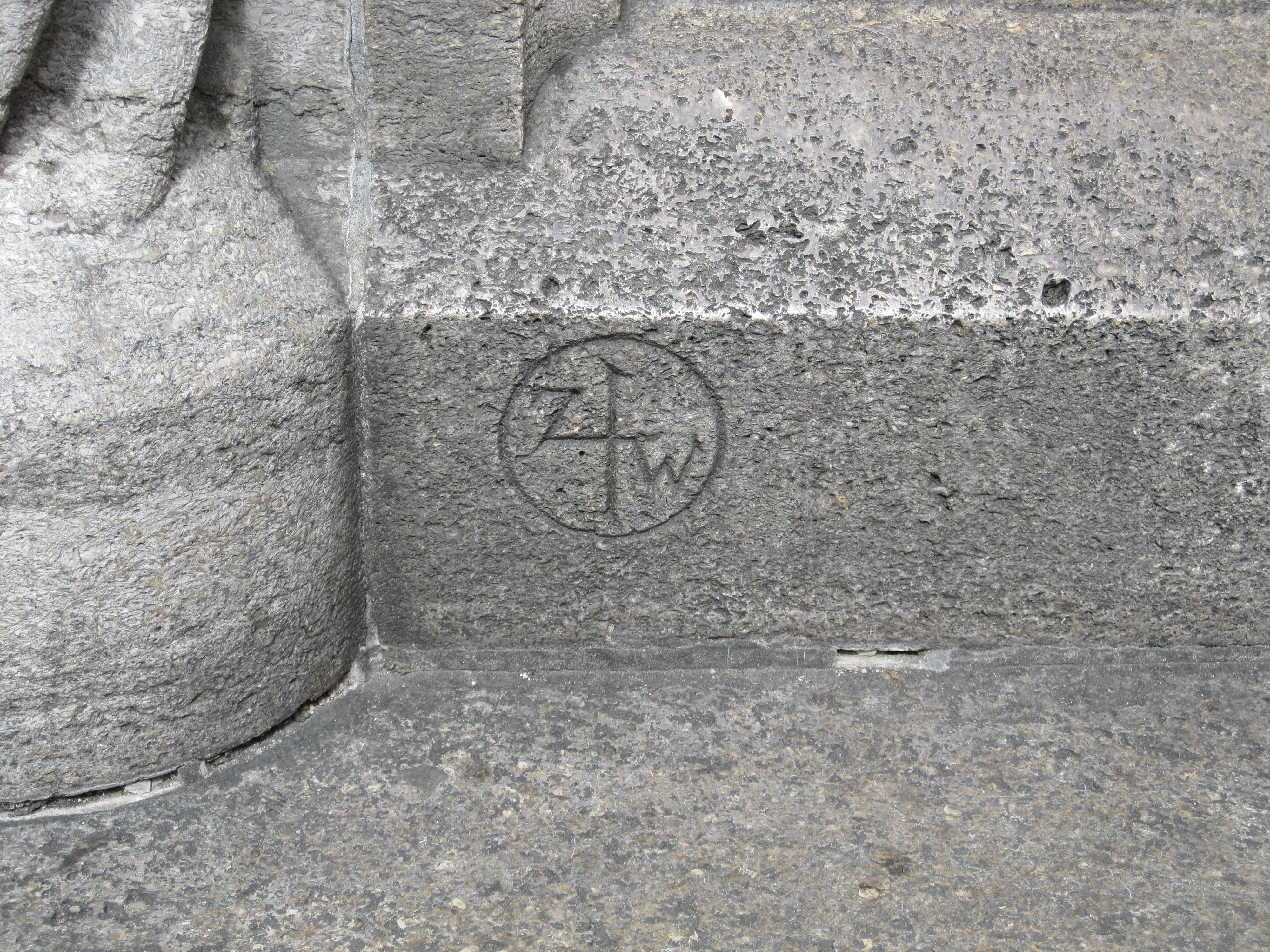
Steinmetzzeichen auf der Brunneneinfassung von 1935
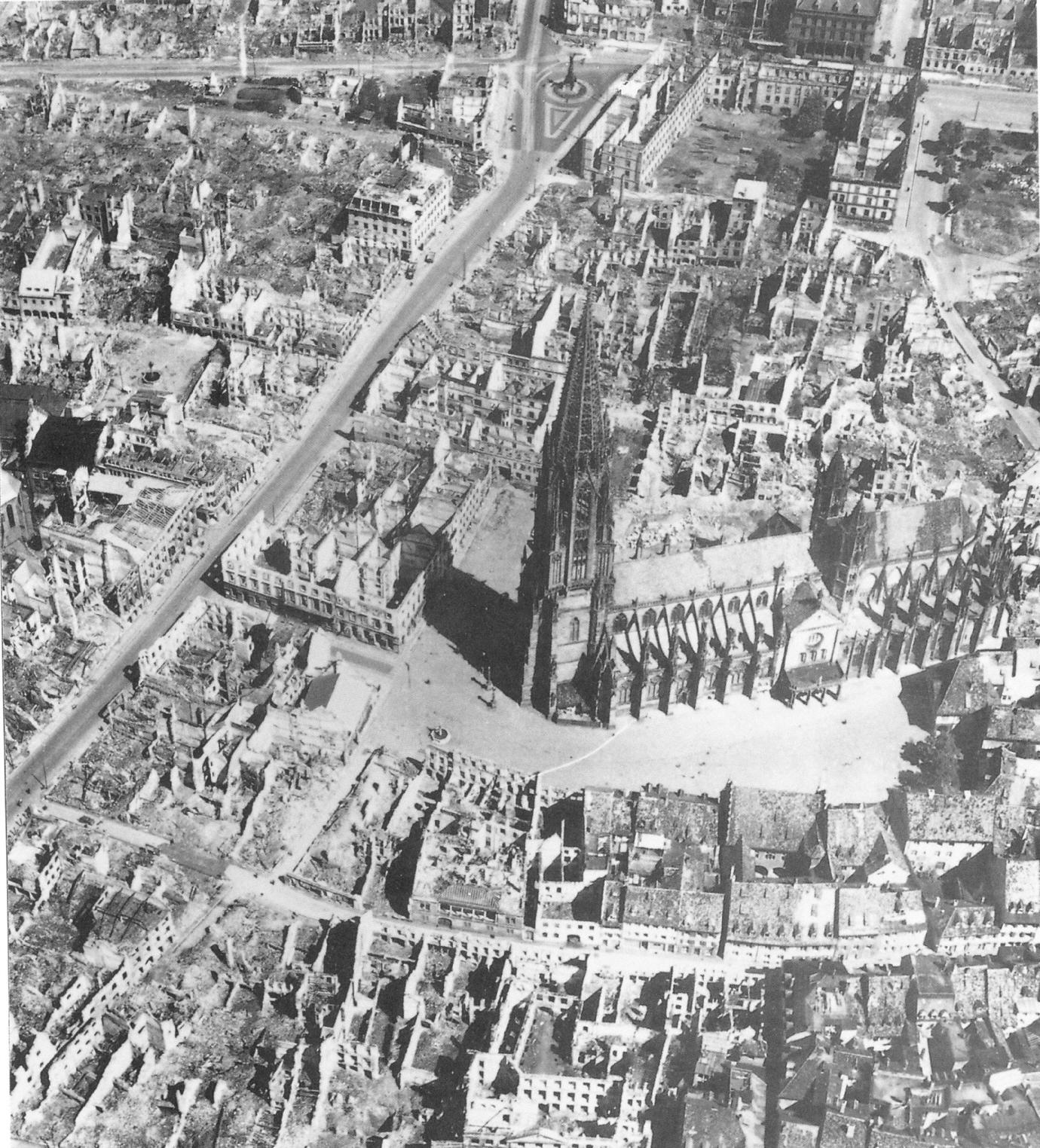
Zerstörung der Altstadt am 27. November 1944 durch die Royal Air Force, Luftbild 1945

## Sonstiges
Bei dem Luftangriff durch die Royal Air Force auf Freiburg am 27. November 1944 (Operation Tigerfish) blieb der Georgsbrunnen im Wesentlichen unbeschädigt, obwohl beinahe die ganze Altstadt durch Sprengbomben und Brandbomben zerstört worden war.